# Motor de vapor compuesto

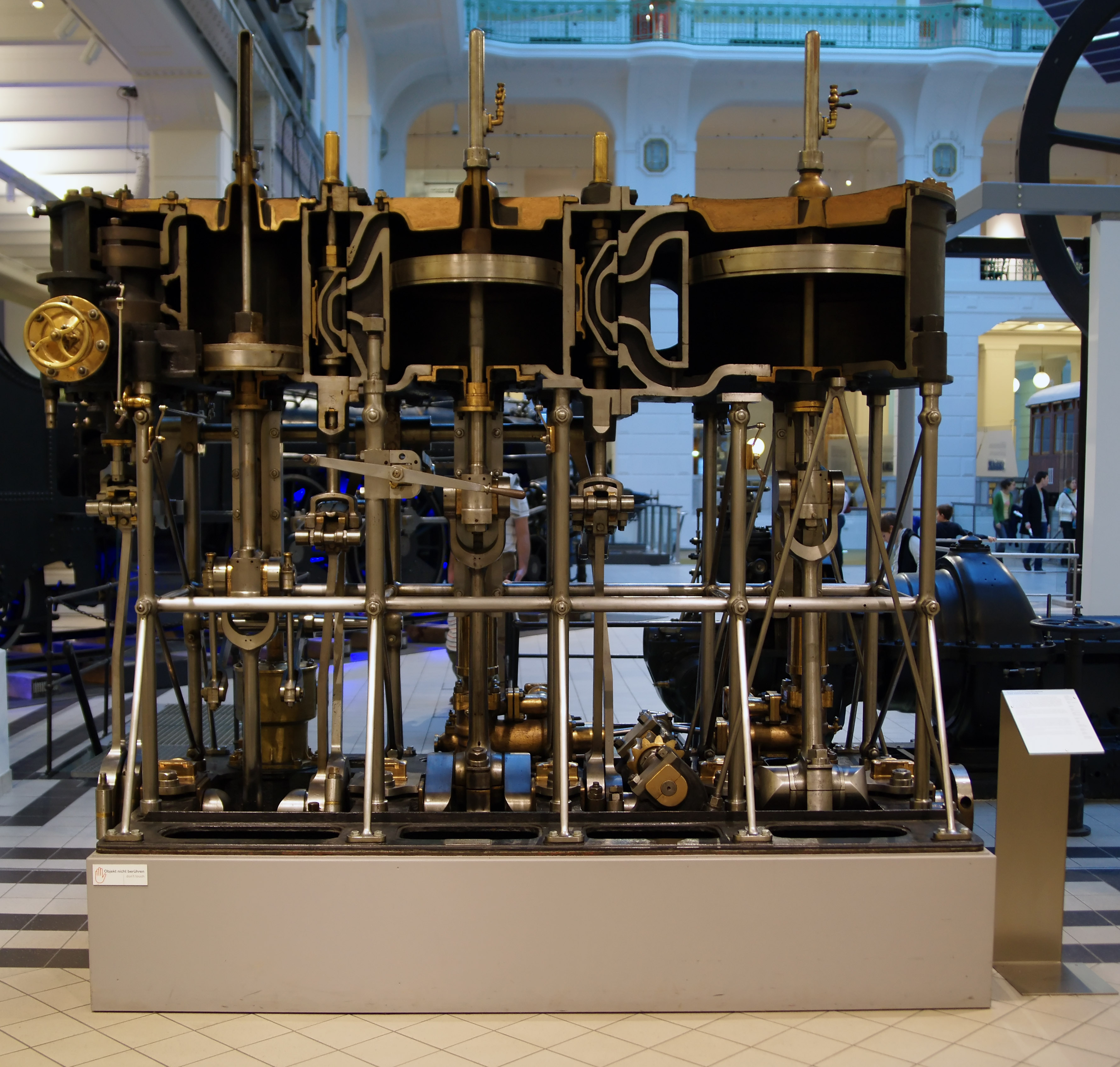
Imagen de motor de vapor compuesto de triple expansión, 1888

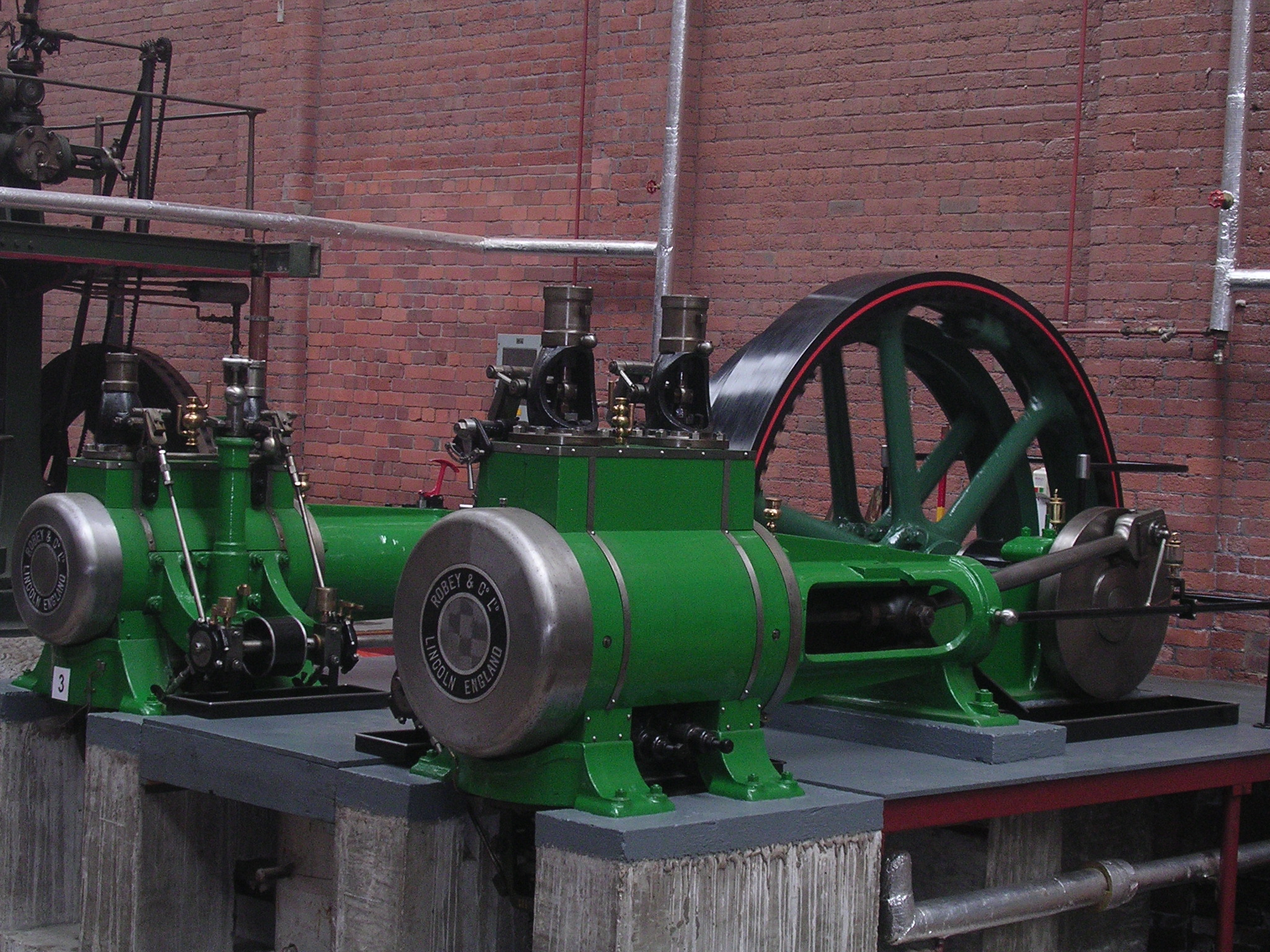
Un motor de vapor horizontal Robey "compuesto de cruz": el cilindro de alta-presión, se encuentra en la izquierda; el cilindro de baja-presión, se encuentra en la derecha

Un motor de vapor compuesto, es un tipo de motor de vapor donde el vapor es expandido en dos o más etapas.
Una disposición habitual de un motor compuesto consiste en que el vapor se expande primero en un cilindro de alta-presión (AP); y después de perder calor y presión, entra directamente a uno o más cilindros de mayor volumen y baja-presión (BP). Los motores de expansión múltiple, emplean cilindros adicionales, preferentemente de presión más baja, para extraer energía del vapor.
Inventada en 1781, esta técnica fue empleada por primera vez de forma práctica en un motor de balancín de Cornualles en 1804. Alrededor de 1850, los motores compuestos fueron introducidos en los molinos textiles de Lancashire.

## Sistemas compuestos
Existen diferentes sistemas compuestos y configuraciones, pero existen dos tipos básicos: según las carreras de los pistones de AP y BP realizados por etapas, y por lo tanto, depende de si el escape del pistón de AP es capaz de pasar directamente de AP a BP (motores compuestos de Woolf) o si la fluctuación de presión necesita un espacio para un "amortiguador" intermedio en la forma de una espita de vapor o pipa, llamado receptor (compuestos receptores).
En un motor de vapor de expansión individual (o "simple"), el vapor de presión alta entra en el cilindro a la presión de la caldera a través de una válvula de entrada. La presión de vapor fuerza el pistón hacia abajo en el cilindro, hasta que la válvula se cierra (por ejemplo, después del 25% de la carrera del pistón). Después que el suministro de vapor es cortado, el vapor atrapado continúa expandiéndose, empujando el pistón hasta el final de la carrera, donde la válvula de escape se abre y expulsa el vapor parcialmente agotado a la atmósfera, o a un condensador. Este "corte-fuera" permite que mucho más trabajo pueda ser extraído, debido a que la expansión del vapor está haciendo trabajo adicional más allá que el hecho por el vapor a presión de caldera.
Un corte más temprano aumenta la proporción de expansión, que en principio permite que más energía pueda ser extraída y aumenta la eficiencia. Sin embargo, cuando el vapor atrapado se expande su temperatura decrece. Este decaimiento de temperatura ocurriría incluso si el cilindro estuviera perfectamente aislado, de modo que nada de calor sea liberado del sistema (véase proceso adiabático; y enfriamiento y calefacción adiabáticos). Como resultado, el vapor entra al cilindro a alta temperatura y sale a una temperatura más baja. El cambio de temperatura en el vapor alternadamente calienta y enfría el cilindro con cada carrera y es una fuente de ineficacia qué aumenta en expansiones de alta relación. En conclusión, al aumentar la relación de expansión, disminuirá la eficiencia debido al calentamiento y el enfriamiento.

### Motores compuestos
Un método para reducir las diferencias del calentamiento y del enfriamiento fue inventado en 1804 por el ingeniero británico Arthur Woolf, que patentó su Motor Compuesto de Alta Presión (Motor Woolf) en 1805. En el motor compuesto, el vapor de alta presión de la caldera se expande primero en un cilindro de alta-presión (AP) y después entra en uno o más cilindros de baja-presión (BP). La expansión completa del vapor ocurre a través de múltiples cilindros y a medida que pasa por cada cilindro existe menos expansión, lo que causa que menos calor sea perdido por el vapor en cada etapa. Esto reduce el rango del calentamiento y enfriamiento del cilindro, haciendo que las expansiones altas sean más sencillas y que la eficiencia aumente.
Existen otras ventajas: debido a que la diferencia de temperatura es más pequeña, la condensación del cilindro se reduce. Las pérdidas debido a la condensación están presentes en los cilindros de BP. La diferencia de presión es menor en cada cilindro, y en consecuencia hay menos fugas de vapor en el pistón y las válvulas. El par motor es más uniforme, así que el balanceo es más regular y puede utilizarse un volante de inercia más pequeño. Solo el cilindro de AP más pequeño necesita ser construido para soportar la presión más alta, reduciendo el peso total del motor. De igual manera, los componentes están sometidos a menos tensión, así que pueden ser más ligeros. Las partes recíprocas del motor son más ligeras,lo que genera que se reduzcan las vibraciones del motor. El trabajo compuesto podría iniciarse en cualquier punto en el ciclo, y en el caso de fallo mecánico, el sistema compuesto podría ser reiniciado para actuar como sistema sencillo, y así continuar el proceso.
Para derivar un trabajo de igual proporción de vapor de baja presión, se requiere un cilindro con un volumen mayor, debido a que este vapor ocupa un volumen más grande. Por lo tanto, el diámetro, y a menudo la carrera, son mayores en cilindros de baja presión, lo que se traduce en cilindros más grandes.
Los motores de expansión doble (normalmente llamado sistema 'compuesto') expanden el vapor en dos etapas, pero esto no implica que tengan dos cilindros. Pueden tener cuatro cilindros; ya sea que trabajen en dos parejas, una como AP y otra como BP; o el trabajo del cilindro de BP puede ser repartido a través de dos cilindros más pequeños, con un cilindro de AP que desemboca en cualquiera de los cilindros de BP, dando un diseño de 3 cilindros donde el diámetro del cilindro y del pistón son el mismo, haciendo que las masas recíprocas sean más fáciles de equilibrar.
Los sistemas compuestos de dos cilindros pueden ser clasificados en:
- Sistema Compuesto en Cruz  – los cilindros están lado a lado.
- Sistema Compuesto en Tándem – los cilindros se encuentran conectados uno al final del otro, dando un camino continuo al vapor.
- Sistema Compuesto Telescópico – los cilindros se encuentran uno dentro del otro.
- Sistema Compuesto en Ángulo – los cilindros están dispuestos en V (normalmente en un ángulo de 90°) y utilizan una manivela.

El uso de sistemas compuestos se extendió en primer lugar para unidades industriales estacionarias, donde la necesidad era aumentar el trabajo reduciendo los costos, y también fue casi de uso universal en motores marinos después de 1880. No era utilizado en locomotoras de ferrocarril, debido a que se había percibido como complicado e inadecuado para el entorno operativo del ferrocarril y el espacio era limitado debido al medidor de carga (particularmente en Gran Bretaña). Los sistemas compuestos nunca fueron comunes en ferrocarriles británicos y dejaron de ser empleados después de 1930. En cambio, en otros países fueron utilizados, aunque de manera limitada.
El primer intento exitoso para volar una aeronave con alas impulsada por vapor ocurrió en 1933, cuando George y William Besler instalaron en un biplano un motor de vapor en ángulo compuesto de 150 hp de su propio diseño, en vez del habitual motor Curtiss OX-5 de gasolina que normalmente se utilizaba.

### Motores de expansión múltiple

Animación de un motor marino de doble movimiento invertido de expansión triple.
Vapor de alta presión (rojo) entra desde la caldera y pasa a través del motor, saliendo como vapor de baja presión (azul) al condensador

Es una extensión del motor compuesto (descrito arriba) para partir la expansión en más etapas para aumentar la eficiencia. El resultado es el motor de expansión múltiple. Tales motores utilizan tres o cuatro etapas de expansión y se conocen como motores de triple y cuádruple expansión respectivamente. Estos motores utilizan una serie de cilindros dobles sucesivos de diámetro y/o carrera crecientes y aumento de volumen. Estos cilindros están diseñados para dividir el trabajo en tres o cuatro partes iguales, una para cada etapa de expansión. La imagen adyacente muestra una animación de un motor de expansión triple. El vapor circula a través del motor de izquierda a derecha. La espita de la válvula de cada uno de los cilindros esta a la izquierda del cilindro.

## Historia

### Inicios
- 1781 – Jonathan Hornblower, el nieto de uno de los creadores del motor de vapor, Thomas Newcomen, patentó en Cornwall un motor de balancín de doble cilindro compuesto en 1781. Su desarrollo fue impedido por James Watt, quien reclamó que sus patentes estaban siendo infringidas.[8]
- 1804 – Un método para reducir la magnitud del calentamiento y enfriamiento de un motor de vapor de expansión simple, reduciendo su ineficiencia, fue inventado por el ingeniero británico Arthur Woolf, quien patentó su Motor estacionario compuesto de alta presión en 1805.

### Expansión doble
- 1845 – William McNaught ingenió un método para fijar un cilindro de alta presión adicional dentro de un motor de balancín. Ponerlo en práctica implicaba utilizar un tubo largo para conectar los cilindros, y un conjunto extra de válvulas para equilibrarlos. Esto funcionaba como un condensador, con lo que se inventó un nuevo tipo de sistema compuesto, que permitió un mayor control del vapor. El motor podía ser retrasado por la válvula reguladora, que reducía la presión del vapor, o por ajustar el cierre en cualquier cilindro. El último era el más eficiente, debido a que no se perdía potencia. El ciclo era más continuo debido a que los dos cilindros no estaban en fase.[9]
- 1865 – El SS Agamenón (1865) fue puesto en altamar, equipado con un motor de vapor compuesto de 300 CV. El motor fue diseñado por Alfred Holt, uno de sus dueños. Holt había persuadido al Consejo de Comercio para utilizar una presión de caldera de 60 psi, en vez de la normal de 25 psi, dado que una presión más alta era necesaria para optimizar las ventajas de las dobles expansiones. La eficiencia que se obtuvo en este barco, permitió viajar 8500 millas antes de repostar carbón. Esto lo hizo competitivo en las rutas entre China y Gran Bretaña.[10][11][12]

### Expansión múltiple

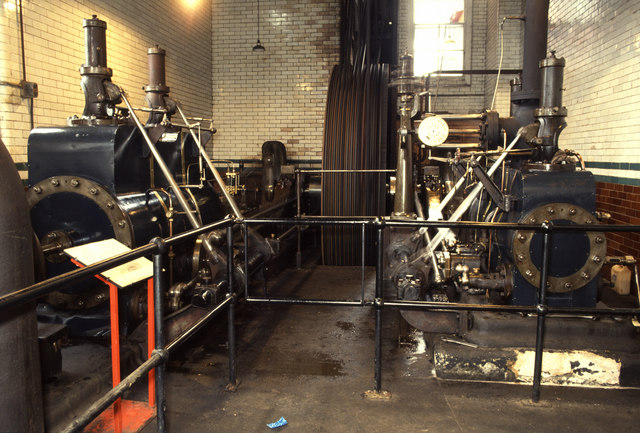
Motor compuesto en cruz en el Molino Coldharbour Pollit y Wigzell, que utiliza el cable que aparece al fondo para transmitir energía a las líneas de trabajo de los cinco niveles del molino

- 1861 – Daniel Adamson sacó una patente para un motor de expansión múltiple, con tres o más cilindros conectados a un balancín o a un cigüeñal. Construyó un motor de expansión triple para Victoria Mills, Dukinfield, que abrió en 1867.[13]
- 1871 – Charles Normand, de Le Havre equipó una barca de río Sena con un motor de expansión triple en 1871.[13]
- 1872 – Sir Fredrick J. Bramwell informó que los motores marinos compuestos, operados entre 45 psi y 60 psi, consumían de 2 lbs a 2.5 lbs de carbón por caballo de fuerza.[13]
- 1881 – Alexander Carnegie Kirk construyó el SS Aberdeen, el primer barco importante en ser exitosamente potenciado por un motor de expansión triple.[14]
- 1887 – El HMS Victoria fue el primer acorazado en ser impulsado por motores de expansión triple.[15]

## Aplicaciones

### Motores de bombeo
Debido al alto precio del carbón importado de otras zonas necesario para accionar las instalaciones de bombeo en las minas de metales de Cornualles, se desarrolló un tipo de motor que carecía de un segundo cilindro, en el que el aprovechamiento del vapor de baja presión se realizaba mediante un condensador externo refrigerado por agua. Estas máquinas, llamadas motores de Cornualles, eran apropiadas para el trabajo en las minas por su sencillez y robustez, pero la irregularidad de la velocidad de su ciclo de funcionamiento las hacía inadecuadas para aplicaciones que requiriesen un movimiento circular, por lo que su uso se restringió a su región de origen.

### Motores de molino

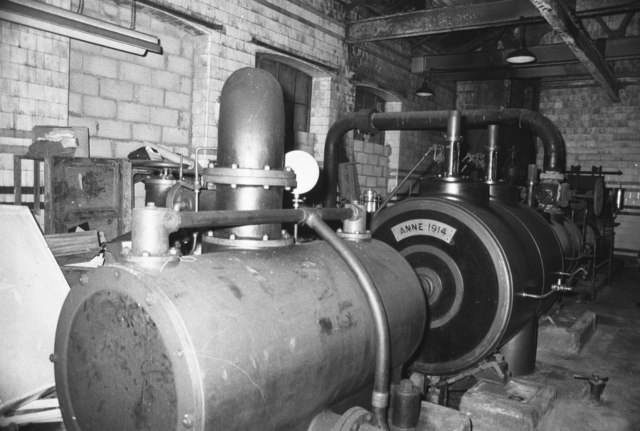
Un motor compuesto en tándem horizontal Marchent & Morley construido en 1914, en Craven Mills, Cole. La bomba de aire y el condensador de flujo están más cercanos con el cilindro de BP. Está equipado con la patente de pistones de válvulas de caída de Morley

Aunque los primeros molinos estuvieron impulsados mediante energía hidráulica, una vez que se adoptaron motores de vapor fueron las fábricas ya no necesitaban los molinos de agua. La molienda de algodón requería molinos más grandes para cubrir la creciente demanda, y esto condujo a los industriales a reclamar motores cada vez más potentes. Cuando la presión de trabajo de las calderas superó los 60 psi, los motores compuestos consiguieron una ventaja termodinámica, pero las ventajas mecánicas de la carrera más armónica, fue el factor que decidió la adopción de los sistemas compuestos. En 1859, había 75.886 CV en motores de molinos en el área de Mánchester, de los cuales, 32.282 CV eran proporcionados por sistemas compuestos, y 41.189 CV eran generados por calderas operadas por encima de 60 psi.
En general, entre 1860 y 1926 todos los molinos de Lancashire fueron impulsados por sistemas compuestos. El último sistema compuesto lo construyó Buckley y Taylor para Wye Núm.2 Mill, Shaw. Este motor era un diseño de cruz compuesto de 2500 CV, impulsando un volante de inercia de 7,3 m de diámetro y de 90 toneladas, que funcionó hasta 1965.

### Aplicaciones marinas

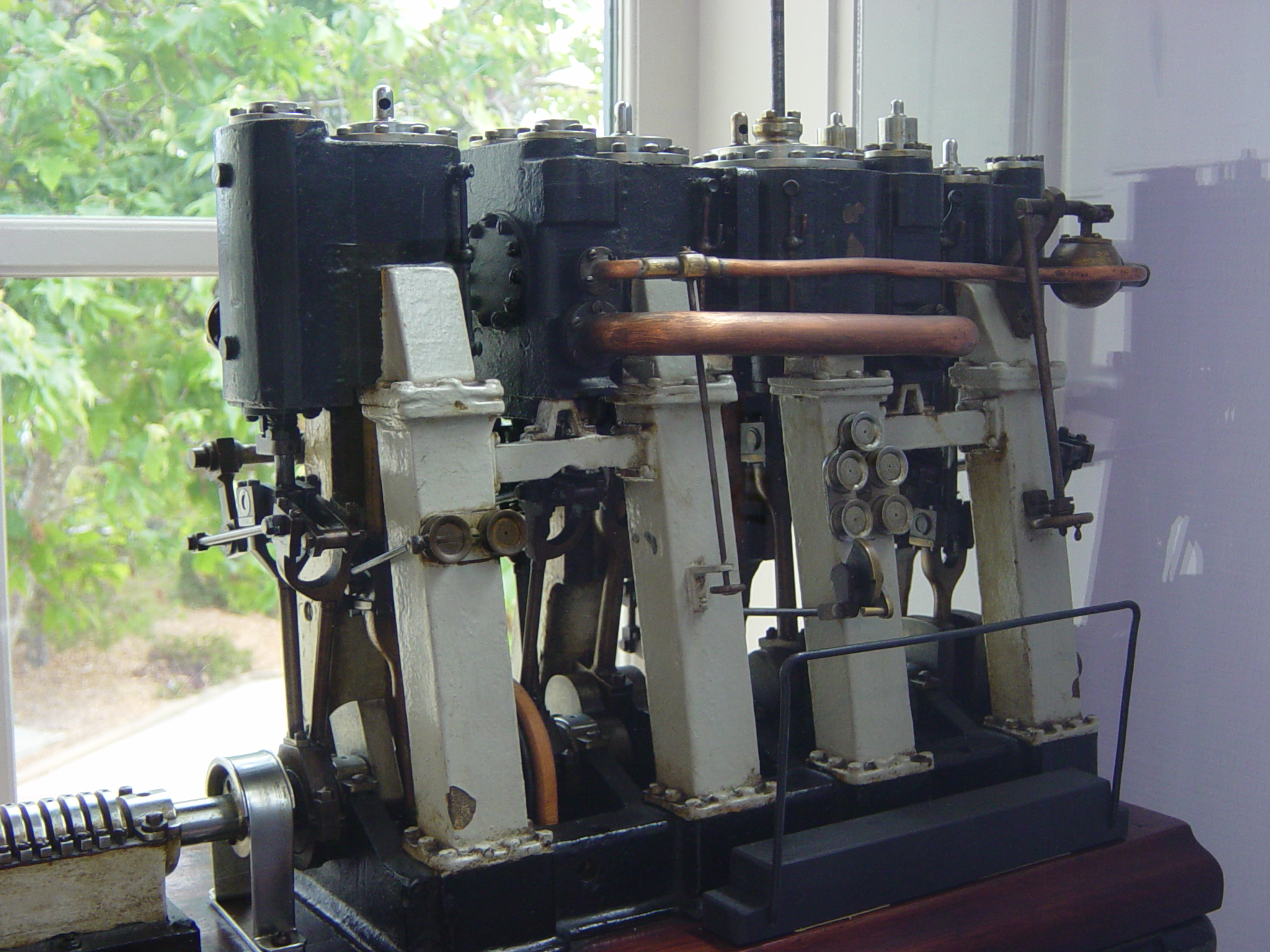
Modelo de un motor de expansión triple

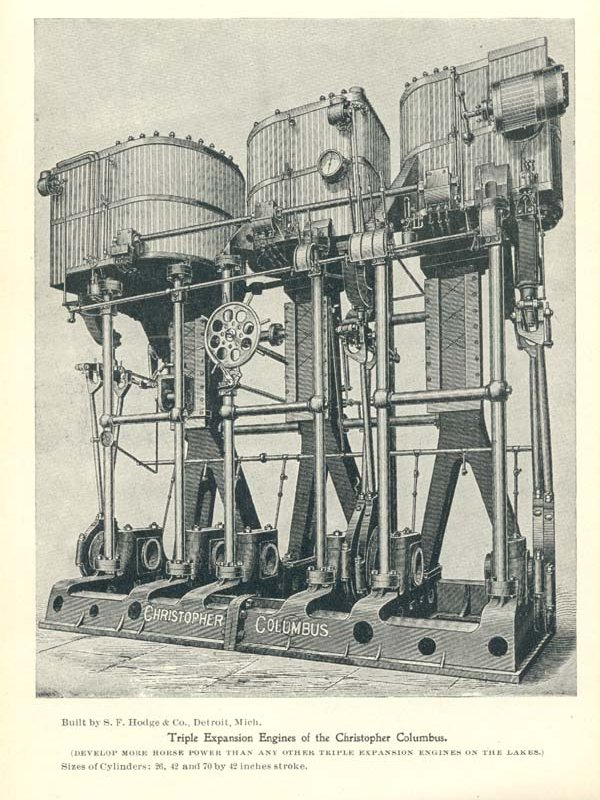
Motor marino de triple-expansión (tres cilindros de 26, 42 y 70 pulgadas de diámetro en un bastidor común de 42 pulgadas de carrera) de 1890, que impulsaba al SS Christopher Columbus

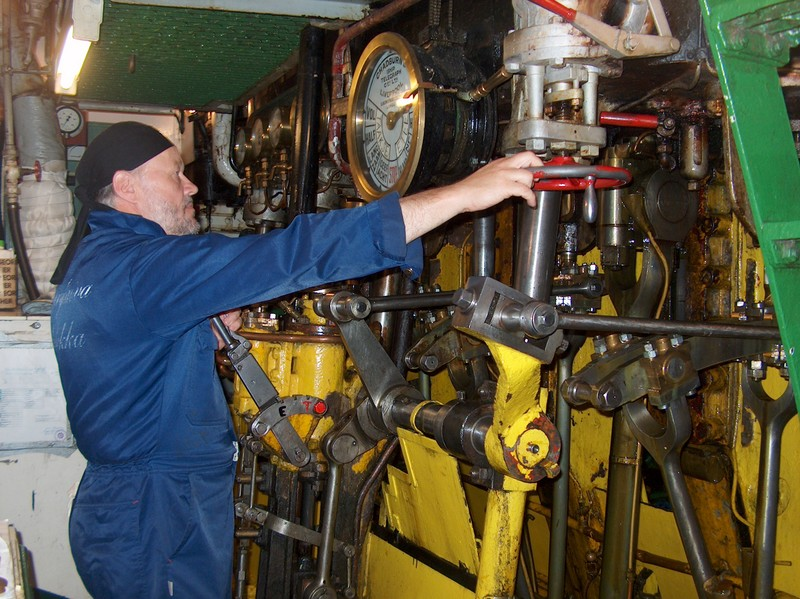
SS Ukkopekka, con un motor marino de triple expansión

En el entorno marino, el requisito general era la autonomía y el gran alcance operativo, ya que los barcos tenían que llevar sus suministros de carbón. Las viejas calderas de agua salada ya no eran adecuadas y tuvieron que ser reemplazadas por un circuito cerrado de agua dulce con condensador. El resultado de 1880 en adelante fue el motor de expansión múltiple, que utilizaba tres o cuatro etapas de expansión (triples- y cuádruples motores de expansión). Estos motores utilizaban una serie de cilindros dobles de diámetro y/o carrera crecientes (es decir, de mayor volumen) diseñados para dividir el trabajo en tres o cuatro etapas. Donde el espacio era primordial, se utilizaban dos cilindros más pequeños en la etapa de baja presión. Los motores de expansión múltiple tenían los cilindros colocados en línea, pero existían otras disposiciones. A finales del siglo XIX, el sistema de balanceo Yarrow-Schlick-Tweedy fue utilizado en algunos motores de expansión triple marinos. Los motores Y-S-T dividían las etapas de expansión de baja presión entre dos cilindros, uno en cada extremo del motor. Esto permitía que el cigüeñal quedara mejor equilibrado, resultando un motor más armónico y de respuesta más rápida que funcionaba con menos vibración. Esto hizo que el motor de 4 cilindros de triple expansión se volviera popular en los barcos de línea con muchos pasajeros (como la clase Olímpica), pero fue finalmente reemplazado por la turbina de vapor, libre de vibración.
El desarrollo de este tipo de motor era importante para su uso en barcos de vapor, cuando el vapor era expulsado a un condensador y el agua podría ser recirculada para alimentar la caldera, que no podía utilizar agua de mar. Los motores de vapor basados en tierra sencillamente podían expulsar gran parte de su vapor, debido a que el suministro de agua estaba fácilmente disponible. Con anterioridad y durante la Segunda Guerra Mundial, el motor de expansión dominó las aplicaciones marinas en las que la velocidad del barco no era esencial. Se sustituyó por la turbina de vapor cuando la velocidad era clave, como en los acorazados y trasatlánticos. En 1905, el HMS Dreadnought fue el primer acorazado importante en reemplazar la tecnología probada del motor de vapor por una turbina de vapor.

### Aplicación a locomotoras de ferrocarril
Para su aplicación en locomotoras, el beneficio principal buscado con los sistemas compuestos era la economía en el consumo de combustible y de agua, más un plus en la relación peso/potencia, debido a la caída de temperatura y presión que tenían lugar sobre un ciclo más largo, resultando en una eficiencia aumentada; y adicionalmente se obtenía un par motor más uniforme.
Mientras que los diseños de locomotoras compuestas datan de 1856, según la patente de James Samuel para una "locomotora de expansión continua", la historia práctica de las locomotoras con motor compuesto empieza con los diseños de Anatole Mallet en los años 1870. Las locomotoras de Mallet operaron en los Estados Unidos hasta el fin del vapor en la Línea Central por Norfolk y El Ferrocarril Occidental. Los diseños de Alfred George de Glehn en Francia también se usaron con profusión, especialmente en las adaptaciones de André Chapelon. Una amplia variedad de diseños compuestos se probaron alrededor de 1900, pero la mayoría tenía una mínima popularidad, debido a su complejidad y elevado grado de mantenimiento. En el siglo XX el "supercalentador" era ampliamente adoptado, y la vasta mayoría de locomotoras de vapor eran de expansión sencilla (con algunas locomotoras compuestas convertidas a sencillas).
Las locomotoras americanas grandes utilizaban 2 compresores de vapor compuestos en cruz, como el Westinghouse 8 1/2" 150-D para los frenos de tren.

## Nota
La potencia del motor de un molino era originalmente medida en Caballos Nominales, pero existía el sistema McNaught propio para los motores compuestos, cuya potencia se medía en ihp o caballos indicados. Como regla aproximada, un ihp es 2.6 veces un nhp en un motor compuesto.